# يورو

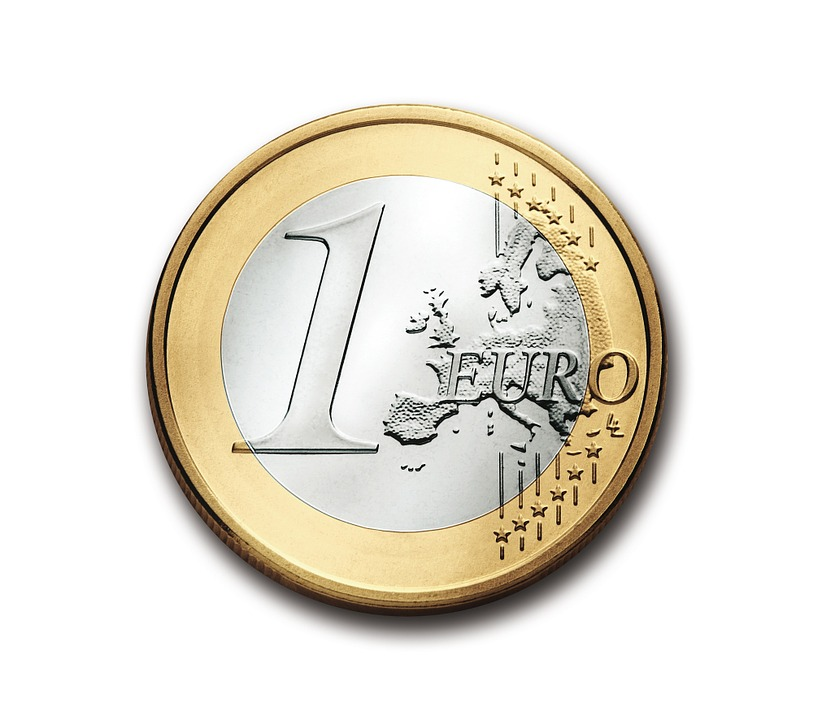
عملة يورو

اليورو أو الأورو أو الأُيرو (علامة العملة: €؛ أيزو 4217: EUR) هو العملة الرسمية لعشرين دولة من أصل 27 دولة عضو في الاتحاد الأوروبي. تُعرف مجموعة الدول هذه باسم منطقة اليورو، وتضم 343 مليون مواطنٍ تقريبًا وفقًا لإحصاءات العام 2019. يُعتبر اليورو، الذي يُقسم إلى 100 سنت، ثاني أكبر العملات وأكثرها تداولًا في سوق صرف العملات الأجنبية بعد الدولار الأمريكي.
تستخدم مؤسسات الاتحاد الأوروبي اليورو، بالإضافة إلى أربع دول أوروبية صغيرة ليست أعضاء في الاتحاد الأوروبي، ومنطقتي أكروتيري ودكليا التابعتين لأقاليم ما وراء البحار البريطانية، وتستخدمه دولتا الجبل الأسود وكوسوفو كذلك من جانب واحد. أما خارج القارة الأوروبية، يتّخذ عدد من الأقاليم ذات العضوية الخاصة في الاتحاد الأوروبي اليورو عملة لها. علاوة على ما سبق، يستخدم أكثر من 200 مليون شخص في جميع أنحاء العالم عملات مرتبطة بسعر صرف اليورو.
كما يُعدّ اليورو ثاني أكبر احتياطي عملة وثاني أكثر العملات تداولًا في العالم بعد الدولار الأمريكي. بحلول ديسمبر 2019، ونظرًا لتداول أكثر من 1.3 تريليون يورو، حظي اليورو بواحدة من أعلى القيم الإجمالية للأوراق النقدية والعملات المعدنية قيد التداوُل في العالم.
في 16 ديسمبر 1995، اُعتمد اسم اليورو رسميًا في مدريد. وفي 1 يناير 1999، أُدرِج اليورو في الأسواق المالية العالمية بوصفه وحدة حساب نقدية، ليحل بذلك محلّ سابقته وحدة النقد الأوروبية بنسبة قدْرُها 1:1 (أي ما يعادل، 1.1743 دولار أمريكي). دخلت العملات المعدنية والأوراق النقدية لليورو حيّز التداول في 1 يناير 2002، وأصبحت العملة الوظيفية اليومية للدول الأعضاء الاتحاد الأوروبي الأصلية، وبحلول مارس 2002، حلّ اليورو محل العملات السابقة بشكل كامل. رغم انخفاض سعر اليورو فيما بعد إلى 0.83 دولار أمريكي في أقل مِن عامين (أي في 26 أكتوبر 2000)، فقد تجاوزت قيمة تداوله الدولار الأمريكي منذ نهاية العام 2002، وبلغ ذروته مقابل 1.60 دولار أمريكي في 18 يوليو 2008، ومنذ ذلك التاريخ انخفض ليحافظ على سعرٍ مشابه لسعر الإصدار الأصلي. في أواخر العام 2009، غرقَ اليورو في أزمة الديون الأوروبية، مما أفضى إلى تأسيس صندوق الإنقاذ المالي الأوروبي بالإضافة إلى تنفيذ إصلاحات تنشد تحقيق استقرار العملة وتعزيزها.

## الشؤون الإدارية
يخضع اليورو لإدارة البنك المركزي الأوروبي بمقره في فرانكفورت، والسلطة النقدية لنظام اليورو (المتألّف من البنوك المركزية لدول منطقة اليورو). نظرًا لصفته المستقلّة، فإن البنك المركزي الأوروبي يحظى بالصلاحية الحصرية لوضع السياسة النقدية. يشترك نظام اليورو في طباعة وسك وتوزيع عملات اليورو النقدية والمعدنية ضمن جميع الدول الأعضاء، ويضطلع بتشغيل شبكات الدفع في منطقة اليورو.
تنصّ معاهدة ماستريخت للعام 1992 على إلزام معظم الدول الأعضاء في الاتحاد الأوروبي بتبني اليورو عند استيفاء معايير معيّنة متعلّقة بالتوافُق النقدي والميزانية، رغم عدم استيفاء جميع الدول لتلك الشروط. فاوضت الدنمارك للحصول على إعفاءات، في حين أن السويد (التي انضمت إلى الاتحاد الأوروبي في العام 1995، بعد توقيع معاهدة ماستريخت) قد رفضت استخدام اليورو بعد عقد استفتاء غير ملزم في العام 2003، وتملّصت من الالتزام بتبني اليورو عبر عدم استيفائها للشروط المتعلقة بالنقد والميزانية. تعهدت جميع الدول التي انضمت إلى الاتحاد الأوروبي ابتداءً من العام 1993 بتبني اليورو في الوقت الملائم. أُدخِلت تعديلات على معاهدة ماستريخت لاحقًا من خلال معاهدة نيس، التي سدّت النواقص والثغرات القانونية في معاهدتيّ ماستريخت وروما.

## إصدار قوالب عملات الأوراق النقدية
منذ 1 يناير 2002، أصدرت البنوك المركزية الوطنية والبنك المركزي الأوروبي عملات اليورو الورقية على أساس مشترك. يُطلب من البنوك المركزية الوطنية المنضوية ضمن نظام اليورو قبول أوراق اليورو النقدية التي يطرحها للتداول أعضاء نظام اليورو الآخرين ولا تُعاد هذه العملات النقدية إلى موطن إصدارها. يصدر البنك المركزي الأوروبي 8% من إجمالي قيمة العملات النقدية الصادرة عن نظام اليورو. على الصعيد العملي، تتداول البنوكُ المركزية الوطنية الأوراقَ النقدية الصادرة عن البنك المركزي الأوروبي، وبالنتيجة تحملُ مسؤوليات مطابقة تجاه البنك المركزي الأوروبي. تحمل هذه الالتزامات فائدة بسعر إعادة التمويل الأساسي للبنك المركزي الأوروبي. تُصدر البنوك المركزية الوطنية نسبة 92% المتبقية من أوراق اليورو النقدية بما يتناسب مع حصصها في مفتاح رأس مال البنك المركزي الأوروبي، والذي يُحتسب بالنظر إلى نسبة عدد سكان الدولة العضو ضمن الاتحاد الأوروبي، وحصتها من الناتج المحلي الإجمالي للاتحاد الأوروبي.

## الخصائص

### العملات
تحتوي جميع العملات المتداولة على وجهٍ مشترك يُظهِر فئة الورقة المالية أو قيمتها، وخريطة في الخلفية. نظرًا لتعدد اللغات في الاتحاد الأوروبي، تُستخدم كلمة اليورو بالأبجدية اللاتينية (على عكس الأبجديات الأقل شيوعًا كاليونانية أو السيريلية)، بالإضافة إلى الأرقام العربية (يُكتَب نصّ آخر باللغات الوطنية على الجوانب الخلفية للورقة المالية، إنما لا يُلجَأ إلى استخدام اللغات المحلية على الوجه المشترك للورقة المالية). بالنسبة لفئات الأوراق المالية، باستثناء العملات المعدنية من فئات 1، و2، و5 سنت، تقتصر الخريطة على الدول الأعضاء الخمسة عشر التي كانت ذات عضوية عند طرح اليورو. ابتداءً من العام 2007 أو 2008 (بحسب الدولة)، استُبدلت الخريطة القديمة بخريطة لأوروبا تُظهر كذلك دولًا خارج الاتحاد الأوروبي مثل النرويج، وأوكرانيا، وبيلاروسيا، وروسيا، وتركيا. بالرغم من ذلك، حافظت العملات المعدنية من فئة 1، و2، و5 سنت على التصميم الأصلي، حيث تظهر خريطة جغرافية لأوروبا بالدول الأعضاء الخمسة عشر للعام 2002 مرتفعةً بشكلٍ ما فوق دول باقي الخريطة. صمّم لوك لويكس جميع الأوجه المشتركة لليورو. تضم العملات المعدنية كذلك جانبًا وطنيًا يعرض صورة اختارتها خصيصًا الدولة التي أصدرت العملة المعدنية. يمكن استخدام عملات اليورو المعدنية الصادرة عن أي دولة عضو بشكل غير محدود في أي دولة اعتمدت اليورو.
تصدر عملات اليورو المعدنية من فئات 2 يورو، و1 يورو، و50 سنت، و20 سنت، و10 سنت، و5 سنت، و2 سنت، و1 سنت. تجنّبًا لاستخدام أصغر عملتين، يُعمَد إلى جبر بعض العمليات النقدية إلى أقرب خمسة سنتات في هولندا وأيرلندا (بناءً على اتفاق طوعي) وفي فنلندا (بموجب القانون). لا تشجع المفوضية الأوروبية اتّباع هذا الإجراء، كما ترفضُ بعض المحلات أوراق اليورو ذات الفئات العالية.
أُصدرت عملات تذكارية بقيمة اسمية من فئة 2 يورو مع إحداث تغييرات على التصميم في الجانب الوطني للعملة. وتشمل هذه العملات المعدنية التي يشيع إصدارها العملة التذكارية بقيمة 2 يورو احتفاءً بالذكرى الخمسين لتوقيع معاهدة روما، والعملات المعدنية الصادرة محليًا، مثل العملة المعدنية للاحتفال بدورة الألعاب الأولمبية الصيفية 2004 التي أصدرتها اليونان. وتُعتبر هذه العملات ذات قوة إبراء قانونية في جميع أنحاء منطقة اليورو. كما أُصدرت عملات لجامعي القطع النقدية بفئات أخرى، ولكنها ليست مؤهلة للتداول العام، ولا تُعتبر عملة قانونية سوى في الدولة العضو التي أصدرتها.

## التاريخ
فكرة العملة الأوروبية الموحدة اليورو قديمة بعمر الاتحاد الأوروبي نفسه، لكن بدأ تطبيقها عمليا في عام 1970 من خلال خطة فيرنر التي طرحها رئيس الوزراء اللوكسمبورغي بيير فيرنر، التي كانت نواة الاتحاد الاقتصادي والنقدي الأوروبي. كان أمل هذه الخطة تطبيق عملة موحدة في الاتحاد الاقتصادي الأوروبي بحلول عام 1980. لكن سرعان ما انهارت الفكرة وحل محلها عام 1972 اتحاد تصريف العملة الأوروبي ولاحقا عام 1979 النظام النقدي الأوروبي. هدف النظام النقدي الأوروبي كان المحافظة على استقرار العملات المحلية. لتحقيق هذا الهدف، تم إنشاء عملة نقد شكلية لحساب تصريف العملة تحت اسم الإيكو (ECU)، التي من الممكن على المرء وصفها بأنها العملة الأوروبية الموحدة السابقة لليورو. في عام 1988 تبنت اللجنة الأوروبية تحت رئاسة جاك ديلورس ما يسمى بتقرير ديلورس. هذا التقرير وضع الأساس لتطبيق تنفيذ العملة الأوروبية الموحدة من خلال تطبيق ثلاث مراحل.
المرحلة الأولى لنشأة اليورو تمت في 1 تموز 1990 من خلال اتفاق يسمح بتنقل رؤوس الأموال بين دول الاتحاد. في 1يناير 1994 بدأت المرحلة الثانية من خلال تأسيس المؤسسة النقدية الأوروبية، التي كانت سابقة لتأسيس البنك المركزي الأوروبي فيما بعد. في 16 كانون الأول 1995 تم الاتفاق على تسمية العملة الجديدة باليورو (Euro) بدلا من الاسم القديم وذلك بعد مداولات طويلة. كانت هناك أسماء أخرى عديدة مقترحة، من بينها فرانك أوروبي، غولدن أوروبي، كرونا أوروبية. لكن اتفق المجتمعون على ألا تكون التسمية الجديدة للعملة المقترحة منسوبة لأي عملة متواجدة في أحد الدول الأعضاء. فرنسا اقترحت إبقاء الاسم الذي استعمل طيلة هذه الفترة «الإيكو»، لكن كل هذه الاقتراحات فشلت إلى أن اقترح وزير المالية الألماني تيودور فايغل الاسم «يورو». في 13 كانون الأول 1996 اتفق وزراء الاتحاد الأوروبي على معاهدة المحافظة على استقرار اليورو، التي نصت على محافظة الدول الأعضاء على استقرار اقتصادياتهم المحلية وبالتالي سعر صرف اليورو. المرحلة الثالثة تشكلت مع انعقاد المجلس الأوروبي ما بين 1-3 أيار 1998 واتفاقه على بنود إضافية، أهمها تحديد الدول المطبقة للعملة والاقتصاد الموحد. في 19 حزيران 2000 قرر المجلس الأوروبي ضم اليونان للدول الداخلة في الاتحاد النقدي والاقتصادي ابتداء من عام 2001و في الأول من عام 2009 تم اعتماد اليورو كعملة رئيسية في سلوفاكيا. في 1 يناير 2014، أصبح اليورو عملة لاتفيا أيضًا.
في 1 كانون الثاني 1999 تم تحديد قيمة اليورو مقابل العملات المحلية للدول الأعضاء وأصبح اليورو منذ ذلك اليوم عملة بنكية لأول مرة. في اليوم التالي قامت بورصات فرانكفورت وباريس وميلانو بتدوين قيمة الأوراق المالية باليورو، كما تم ربط العملات المحلية في الدول الأعضاء باليورو بدل من الدولار. سُمح أيضا منذ ذلك التاريخ بفتح حسابات في البنوك بالعملة الجديدة. بدأ توزيع العملة الجديدة على البنوك والمؤسسات المالية في الدول الأعضاء منذ النصف الثاني للعام 2001، وفي شهر كانون الأول من نفس العام بدأت البنوك بيع عينات من العملة الجديدة للجمهور. بدأ التداول الرسمي لليورو في 1 كانون الثاني 2002، وأصبح العملة الرسمية في الدول الأعضاء بدلا من العملات المحلية، أي تم وقف قبول الدفع بالعملات القديمة إلا في أماكن معينة (كالبنوك مثلا). استبدلت البنوك المركزية في الدول الأعضاء في الفترة اللاحقة العملة القديمة لكل دولة باليورو. هذه الفترة مختلفة من دولة إلى أخرى، في ألمانيا على سبيل المثال سمح باستبدال المارك الألماني حتى عام 2005.
وفي عام 2010 بدأت أزمة اليونان مما أثر على سعر صرف اليورو حيث هبط أمام الدولار لأدنى مستوياته أمام الدولار خلال ثلاث سنوات.

## قبول اليورو بين الجمهور
كان قبول اليورو بين الجمهور الأوروبي متفاوتاً من بلد إلى آخر، على سبيل المثال في دول كانت قيمة عملتها منخفضة كإيطاليا واليونان، لقي اليورو ترحيبًا أوسع من دول ذوات عملة أقوى كألمانيا وفرنسا. كما أن سعر اليورو القوي مقابل معظم العملات القديمة أعطى الانطباع بأن اليورو أتى ومعه غلاء الأسعار. أما في أمور أخرى كالسفر والسياحة، لقى اليورو ترحابًا كبيرًا بين السياح لأنه وفر عليهم تغيير العملة وسهل مهمة الدفع.

## الدول المشاركة
هناك إلى حد الآن 20 دولة مطبقة لليورو: (عملة تحويل/عملة متداولة):
1. إسبانيا (2002/1999)
2. ألمانيا (2002/1999)
3. بلجيكا (2002/1999)
4. فنلندا (2002/1999)
5. فرنسا (2002/1999)
6. اليونان (2002/2001)
7. جمهورية إيرلندا (2002/1999)
8. إيطاليا (2002/1999)
9. لوكسمبورغ (2002/1999)
10. هولندا (2002/1999)
11. النمسا (2002/1999)
12. البرتغال (2002/1999)
13. سلوفينيا (2007/2007)
14. مالطا (2008/2005)
15. قبرص (2008/2005)
16. سلوفاكيا (2009/2008)
17. أستونيا (2011/2010)
18. لاتفيا (2014/2013)
19. ليتوانيا (2014/2015)
20. كرواتيا (2022/2023)[23]

| العملة         | الرمز | تاريخ الانضمام لـ ERM II | تاريخ بدء التعامل باليورو |
| -------------- | ----- | ------------------------ | ------------------------- |
| جنيه قبرصي     | CYP   | 2 مايو 2005              | 1 يناير 2008              |
| كرونا إستونية  | EEK   | 28 يونيو 2004            | 1 يناير 2008              |
| لاتس لاتفي     | LVL   | 2 مايو 2005              | 1 يناير 2008              |
| ليرة مالطية    | MTL   | 2 مايو 2005              | 1 يناير 2008              |
| كرونة سلوفاكية | SKK   | 28 نوفمبر 2005           | 1 يناير 2009              |
| ليتاس لتواني   | LTL   | 28 يونيو 2004            | 1 يناير 2009              |
| ليف بلغاري     | BGN   | —                        | 1 يناير 2010              |
| كرونة تشيكية   | CZK   | —                        | —                         |
| فورينت مجري    | HUF   | —                        | 2010                      |
| زلوتي بولندي   | PLN   | —                        | 2011                      |
| ليو روماني     | RON   | —                        | 2011                      |

في عام 2004 تم الإعلان بأن اليونان لم تكن مؤهلة أبداً في يوم من الأيام بالدخول في النظام النقدي الأوروبي الموحد، وذلك لأن البيانات الاقتصادية التي أعطيت للجهات الأوروبية المسؤولة تم تزويرها وأعطيت عوضاً عنها معلومات خاطئة عن صحة أداء الاقتصاد اليوناني.
وهناك دول أخرى في أوروبا كانت تطبق قبل مجيء اليورو عملات لإحدى الدول المطبقة لليورو، لذا تبنت العملة الجديدة بدلاً من العملة القديمة. هذه الدول تشمل: موناكو، سان مارينو والفاتيكان. وهناك دول تطبق اليورو أيضا بطريقة غير رسمية، هي: أندورا، كوسوفو والجبل الأسود.
بالنسبة لدول الاتحاد الأوروبي العشرة الجديدة التي انضمت للإتحاد عام 2004، هناك سقف عامان على الأقل بشكل عام لكل هذه الدول، وخلال هذه الفترة يجب على الدولة المعنية استيفاء الشروط القانونية والاقتصادية، التي قد تؤهلها لتطبيق العملة. تعرف هذه الفترة بالآلية الأوروبية لتحديد أسعار العملات (ERM II). وكل دولة تحدد بمحض إرادتها وقت بدء تنفيذ هذا السقف، لكن عند دخولها هذه الفترة تتعهد باستيفاء الشروط عند انتهاءها وإلا واجهت عقوبات، وبعد ذلك يجب طرح اليورو للتداول في الدولة المعنية، ولن يكون الموضوع اختيارياً كما حصل من قبل مع بريطانيا والدانمارك.